# 波照間島星空観測タワー
座標: 北緯24度3分0秒 東経123度47分50秒 / 北緯24.05000度 東経123.79722度

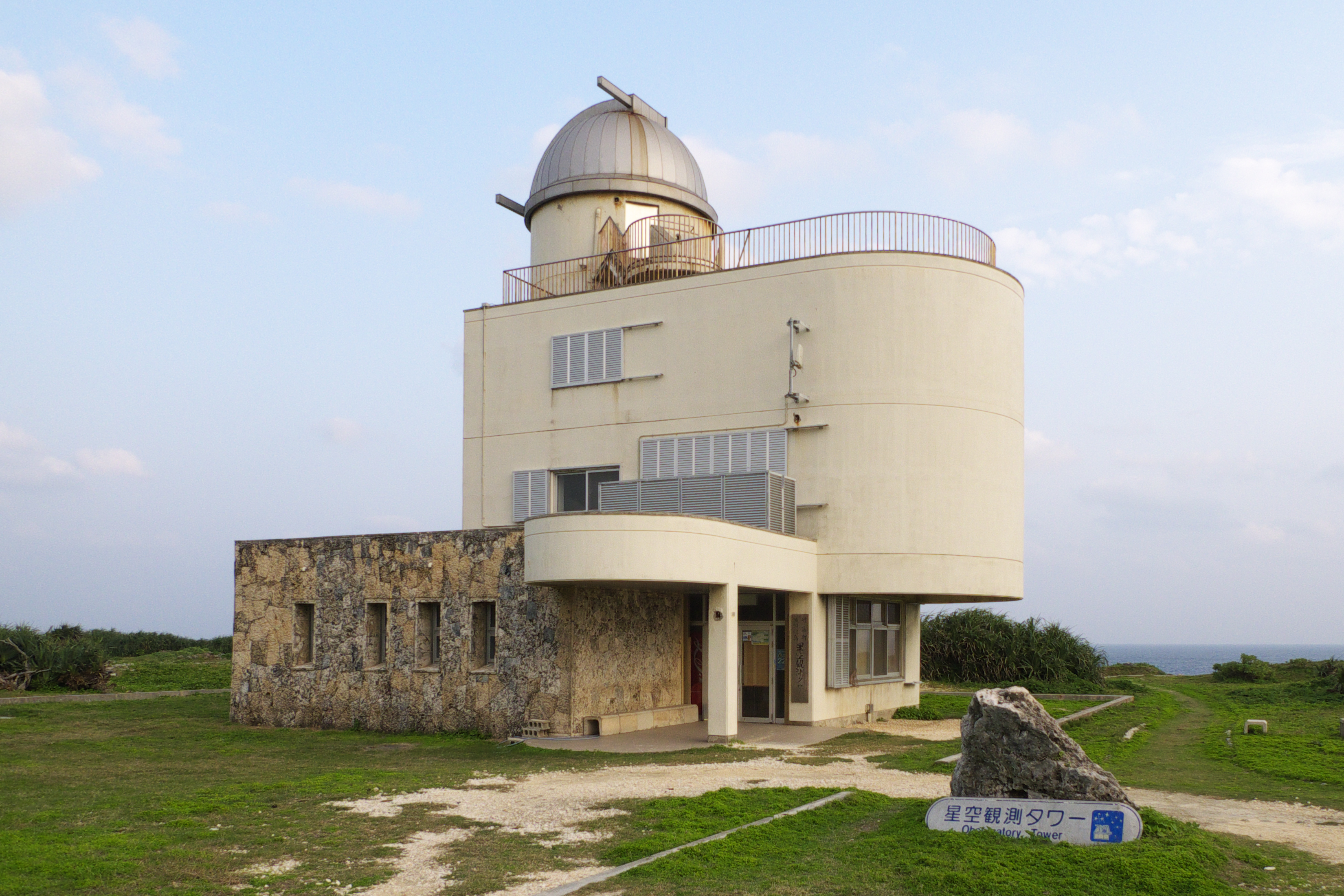
波照間島星空観測タワー

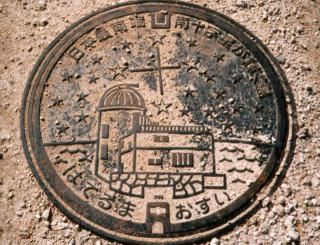
波照間島のマンホール蓋には星空観測タワーがデザインされている

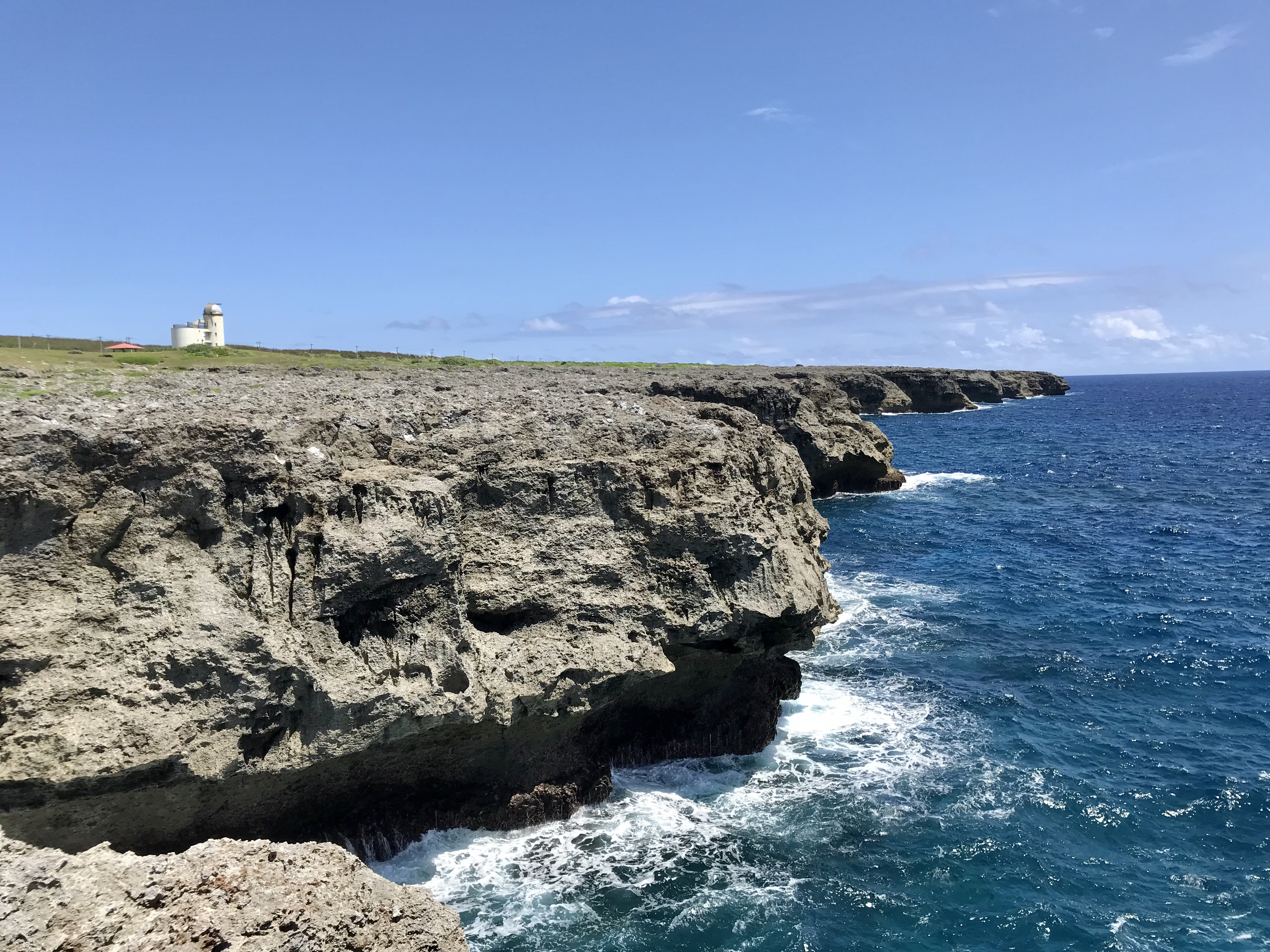
星空観測タワーの遠景

波照間島星空観測タワー（はてるまじまほしぞらかんそくタワー）は、沖縄県・八重山諸島の波照間島（八重山郡竹富町）にある天文台である。
日本最南端の公開天文台であり、4月下旬から6月中旬までは開館時間内に南十字星を観測することができる。また、プラネタリウムを併設しているが、故障中である。

## 沿革
波照間島南東部の高那崎にある「日本最南端の碑」の周辺3万m2に、国のコミュニティ・アイランド事業を活用して総工費約1億8000万円を掛けて、本施設の建設と多目的交流広場の整備が行われ、1994年（平成6年）5月18日に落成した。
老朽化が進んでいるため、2019年度に建て替えに向けた予算の計上が計画されている。現在地は沿岸部にあって塩害が起きやすいため、移転も検討される予定である。

## 施設
- 4階天体ドーム - 口径20cm屈折式望遠鏡[5]が設置されているが、2017年現在、台風による破損のため使用できない[4]。
- 3階屋上 - 昼間は波照間島の南海岸を眺望できる。夜間は星座解説（星空ガイド）が行われる[4]
- 2階 - プラネタリウム及び資料室。プラネタリウムは台風による浸水、漏電のため故障しており、完全修復が困難な状況である[4]。
- 1階 - 売店、冷水機、自動販売機[4]。

### 開館時間・定休日
- 開館時間
  - 昼間：9時 - 12時、13時 - 17時
  - 夜間：20時 - 22時（4月 - 10月）、19時 - 21時（11月 - 3月）[注 1]
- 定休日：
  - 月曜日
  - 年始（1月1日 - 3日は夜間のみ開館）
  - 1月第2・3火曜日
  - 旧暦7月14日（旧盆（ムシャーマ））
  - 悪天候時（台風等）[1]

### 入館料
- 大人（高校生以上） - 400円（10名以上の団体 300円）
- 小人（小中学生） - 200円（10名以上の団体 団体100円）[1]

## アクセス
- 波照間島まで
  - 航路 - 石垣港（石垣島）から波照間港まで安栄観光の高速船（1日3-4便）・貨客船（週3-4便）が就航。
  - 空路 - 波照間空港があるが、定期便は就航していない。
- 波照間港から星空観測タワーまで
  - 自転車（レンタサイクル）で約40分。
  - 車で約15分[1]。